# Aron Sigurðarson
Aron Sigurðarson, né le 8 octobre 1993 en Islande, est un footballeur international islandais, qui évolue au poste de milieu offensif.

## Biographie

### Carrière en club
Le 12 février 2016, Aron Sigurðarson signe un contrat de 3 ans avec l'équipe norvégienne du Tromsø IL.

### Carrière internationale
Aron Sigurðarson compte 6 sélections et 2 but avec l'équipe d'Islande depuis 2016. 
Il est convoqué pour la première fois en équipe d'Islande par les sélectionneurs nationaux Lars Lagerbäck et Heimir Hallgrímsson, pour un match amical contre les États-Unis le 31 janvier 2016. Durant cette rencontre il inscrit son premier but en sélection. Le match se solde par une défaite 3-2 des Islandais.

## Palmarès
- Avec le Fjölnir Reykjavik
  - Champion d'Islande de D2 en 2013

## Statistiques
| Saison                | Club                  | Championnat           | Championnat | Championnat | Coupe nationale | Coupe nationale | Coupe de la Ligue | Coupe de la Ligue | Islande | Islande | Total | Total |
| Saison                | Club                  | Division              | M.          | B.          | M.              | B.              | M.                | B.                | M.      | B.      | M.    | B.    |
| 2010                  | Fjölnir Reykjavik     | 1. deild              | 3           | 0           | 2               | 0               | 6                 | 0                 | -       | -       | 11    | 0     |
| 2011                  | Fjölnir Reykjavik     | 1. deild              | 15          | 1           | 1               | 0               | 6                 | 1                 | -       | -       | 22    | 2     |
| 2012                  | Fjölnir Reykjavik     | 1. deild              | 15          | 0           | -               | -               | 6                 | 0                 | -       | -       | 21    | 0     |
| 2013                  | Fjölnir Reykjavik     | 1. deild              | 22          | 10          | -               | -               | 5                 | 1                 | -       | -       | 27    | 11    |
| 2014                  | Fjölnir Reykjavik     | Úrvalsdeild           | 18          | 3           | 1               | 0               | 1                 | 0                 | -       | -       | 20    | 3     |
| 2015                  | Fjölnir Reykjavik     | Úrvalsdeild           | 22          | 6           | 3               | 2               | 7                 | 1                 | 1       | 1       | 33    | 10    |
| Sous-total            | Sous-total            | Sous-total            | 95          | 20          | 7               | 2               | 31                | 3                 | 1       | 1       | 134   | 26    |
| 2016                  | Tromsø IL             | Tippeligaen           | 11          | 1           | 2               | 0               | -                 | -                 | -       | -       | 13    | 1     |
| Sous-total            | Sous-total            | Sous-total            | 11          | 1           | 2               | 0               | 0                 | 0                 | 0       | 0       | 13    | 1     |
| Total sur la carrière | Total sur la carrière | Total sur la carrière | 106         | 21          | 9               | 2               | 31                | 3                 | 1       | 1       | 147   | 27    |